# Bruges, Gironde
Bruges är en kommun i departementet Gironde i regionen Nouvelle-Aquitaine i sydvästra Frankrike. Kommunen ligger i kantonen Le Bouscat som tillhör arrondissementet Bordeaux. År 2022 hade Bruges 20 382 invånare.

## Befolkningsutveckling
Antalet invånare i kommunen Bruges
Referens:INSEE